# K. M. Veerappan
K. M. Veerappan (Koose Muniswamy Veerappan; Tamilisch: வீரப்பன், vīrappaṉ; * 18. Januar 1952 im Dorf Gopinatham in Tamil Nadu; † 18. Oktober 2004 ebenda) war der Chef einer Bande, die von den indischen Behörden für Entführungen, die Ermordung von 120 Menschen (darunter 44 Polizisten), die Tötung von über 2.000 Elefanten und den Schmuggel von Elfenbein und Sandelholz verantwortlich gemacht wurde.
Durch sein listiges Vorgehen und geschickte Schachzüge konnte er sich aber trotz seiner blutigen Geschäfte eine große Popularität verschaffen und das Image eines 'Robin Hood' aufbauen, der mit dem Erlös aus seinen kriminellen Aktionen für die armen Leute der Region einsteht. Fraglich ist, ob es ihm allein die Unterstützung aus der Bevölkerung ermöglichte, jahrzehntelang der Staatsgewalt zu entgehen. Es wird angenommen, dass er durch Korruption eine Reihe von hochrangigen Politikern, Regierungsangestellten und Polizisten in allen drei umliegenden Staaten kontrollierte. Die Wälder im bergigen Grenzgebiet der südindischen Bundesstaaten Karnataka, Kerala und Tamil Nadu (Nilgiris) sind aber in der Tat eine der letzten schwer zugänglichen Regionen Indiens.
Sein größter Coup war die dreimonatige Entführung des südindischen Filmstars Rajkumar vom 30. Juli bis 15. November 2000. Zu diesem Zeitpunkt war es bereits ruhig um ihn geworden. Sein letzter bekannter Mord datierte von 1993, die letzte Konfrontation mit der Staatsgewalt aus dem Jahre 1996. Die Entführung brachte ihn wieder auf die Titelseiten der indischen Zeitungen. Wochenlang konnte er sich mit seiner Geisel vor den Suchtrupps der indischen Polizei verstecken, die sogar Hubschrauber einsetzte. Seinen Forderungen, die zum größten Teil politischen Charakter hatten, wurde größtenteils nur mittels Versprechungen stattgegeben.
Offenbar in Reaktion auf die nicht erfüllten Versprechen entführte Veerappan am 25. August 2002 den Politiker H. Nagappa aus Karnataka. Nach einer erneut dreimonatigen Entführung wurde Nagappa am 8. Dezember 2002 tot aufgefunden. Die Forderungen Veerappans – er hatte angeblich eine Amnestie für sich gefordert, sollte er sich stellen – waren nicht erfüllt worden.
Seitdem war es ruhig um ihn geworden. Angeblich bei dem Versuch, seiner Verhaftung zu entgehen, wurde er am 18. Oktober 2004 in einem Schusswechsel mit der Polizei getötet. Bei dem Schusswechsel, der zwischen 22.15 und 22.45 Uhr Ortszeit stattfand, starben auch drei seiner Bandenmitglieder.
Teile der Bevölkerung glauben, dass Veerappan zu alt wurde, um allen seinen Verpflichtungen gegenüber seiner Bande und den geschmierten Politikern nachzukommen. Durch seinen Tod bei der „misslungenen Festnahme“ wurde eine Lawine von Korruptionsermittlungen gegen hochrangige Politiker verhindert, die bei einer erfolgreichen Festnahme sehr wahrscheinlich ausgelöst worden wäre.